# 힐라에오사우루스
힐라에오사우루스(Hylaeosaurus)는 중생대 백악기 전기, 유럽에서 서식한 곡룡류 일종의 초식공룡이다. '조반류'-'장순아목'-'노도사우루스과'에 속한다. 학명은 그리스어 "hylē/υλη"(영어:forest)와 "saurus/σαυρος"(영어:lizard)가 합쳐저 만들어진 것으로, "삼림지대의 도마뱀"이라는 의미를 갖고 있다. 최초 화석은 영국 남동부 지역에서 발견되었는데, 현재까지도 부분적인 화석만 발견되었고 두개골이나 꼬리화석은 발견되지 않는 등, 완전한 화석이 발견된 적은 없다. 전체 몸 길이는 약 6m~7.6m정도로 추정된다.